# Sájenek
A sájenek vagy csejenek (cheyenne) az algonkin nyelvcsaládhoz tartozó síksági indián népek egyike. Manapság a Sájen Nemzet két egyesült törzsből áll; a só'taeo'o-ból (ezt gyakran suhtai vagy sutaio alakban is írják) és a tsétsêhéstâhese (gyakori átírással: tsitsistas). Nemzetük két, a föderáció által elfogadott törzsbe csoportosul; az egyik az oklahomai sájen és arapahó törzsek, míg a másik a montanai északi sájen törzsek akik az Északi Sájen Rezervátumban laknak.

## Történetük

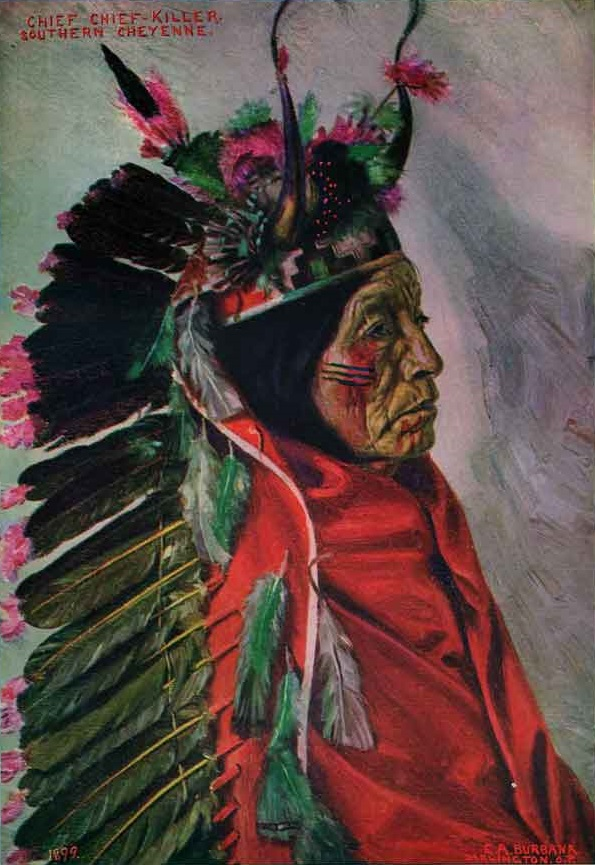
A sájen törzsfőnök, Chief Killer

Feltételezések szerint, a sájenek körülbelül i. sz. 1500 körül, a Nagy-tavak környékéről a mai Minnesota államból nyugat felé vándoroltak, a Mississippi folyón átkelve Észak- és Dél-Dakotába értek. A 19. század első felében a sájen törzsek egyesültek és a síksági indiánoknál eddig még nem látott, központosított rendszert alkottak, amelyet hagyományos ceremóniákkal erősítettek meg. Körülbelül 1730-ban a sájenek letelepedtek a dél-dakotai Black Hillsnél (Fekete dombok) és a montanai Powder River Countrynál, és megtanították a lakotáknak a lótenyésztést. Az arapahókkal összefogva, délre szorították a kajovákat. Azonban őket is nyugatra szorították a több fővel rendelkező lakoták.
Mielőtt az európaiak megérkeztek volna Észak-Amerikába, a sájenek többször is szövetséget kötöttek az arapahókkal és a lakotákkal. A 18. században elköltöztek a harcias lakoták melől, azonban néhány lakota csoport utánuk ment Black Hillsbe és Powder River Countryba. A 19. század közepén többször is támogattak más síksági indián népeket.
A sájenek az egyik legismertebb síksági indián népek közé tartoznak. A sájen nemzet tíz csoportra oszlott és Colorado déli részétől Dél-Dakotáig fordultak elő; a központosított rendszert olyan hagyományos szertartásokkal erősítettek meg, mint amilyen a naptánc. Az összejöveteleknél a törzsfőnökök hivatalos gyűlést tartottak. Gyűléskor megbeszélték a harci teendőket. Hagyományos ellenségeik a varjak voltak, aztán 1856-1879 az Amerikai Egyesült Államok katonasága ellen is harcoltak. A 19. század közepe felé a sájen csoportok szétváltak, egy részük Black Hills-nél maradt, míg mások a Colorado állam közepén elhelyezkedő Platte Rivernél telepedtek le.

## A mai helyzetük
Az északi sájen törzsek, kiket sájen nyelven notameohmésêhese-nek is neveznek („északi evők”) vagy, csak egyszerűen ohmésêhese-nek („evők”), az Északi Sájen Rezervátum lakói. Ez a rezervátum Montana állam délkeleti részén található. A 2000. évi népszámlálás szerint a rezervátumban összesen 4400 ember élt, ezekből 72,8 százalék, körülbelül 3250 fő sájennek vallotta magát. Az északi sájen törzsekben 2011-ben 9945-en voltak.
A déli törzs, melynek heévâhetaneo'o („megkötözött emberek”) a sájen neve, a déli arapahókkal együtt alkotják a sájen és arapahó törzsek nevű szövetséget. Ők Oklahoma nyugati részén élnek. 2008-ban összesen 12 130 lelket számláltak. 2003-ban, ezek közül körülbelül 8000 sájennek vallotta magát. Mivel folyamatos a törzsek közti hásasságkötés, nehéz megtudni, hogy egyes törzs pontosan hány főből áll.

### Fordítás
- Ez a szócikk részben vagy egészben  a   Cheyenne people című angol Wikipédia-szócikk ezen változatának fordításán alapul.  Az eredeti cikk szerkesztőit annak laptörténete sorolja fel. Ez a jelzés csupán a megfogalmazás eredetét és a szerzői jogokat jelzi, nem szolgál a cikkben szereplő információk forrásmegjelöléseként.

## További irodalom
- "We, The Northern Cheyenne People: Our Land Our History, Our Culture", Chief Dull Knife College
- Cheyenne Curriculum Committee, Montana Office of Public Instruction. Bringing the Story of the Cheyenne People to the Children of Today, Northern Cheyenne Social Studies Units, Grades 1-12 [archivált változat]. Hozzáférés ideje: 2012. május 12. [archiválás ideje: 2011. szeptember 22.]
- Kroeber, A L (1900. szeptember 1.). „Cheyenne Tales”. JSTOR: The Journal of American Folklore Vol. 13 (No. 50), 161-190. o. (Hozzáférés: 2012. május 12.)